# Theodor Dorsten

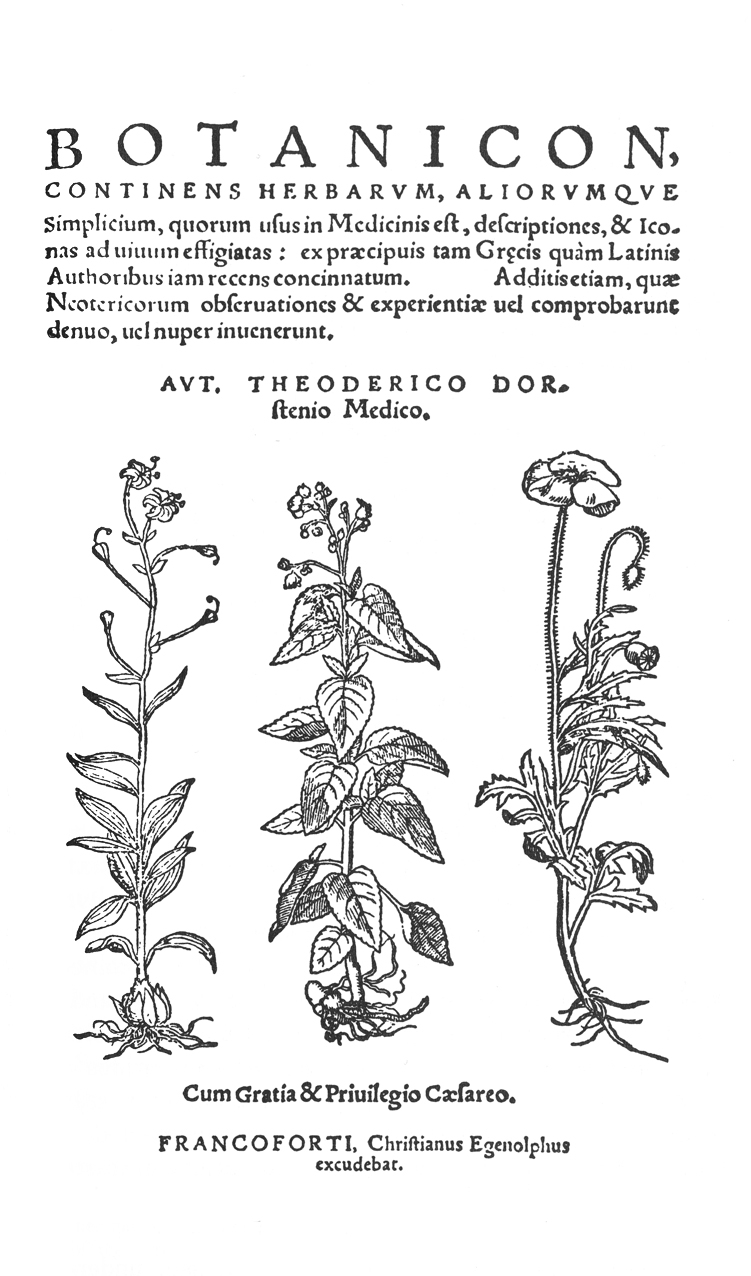
Botanicon von Theodor Dorsten

Theodor Dorsten (eigentlich Theodor Gluntius, * 1492 oder zwischen 1500 und 1505 in Dorsten; † 1552) war ein deutscher Arzt und Botaniker.

## Leben
Theodor Dorsten schrieb sich als „Armer und wenig Zahlender“ 1521 mit dem Namen „Theodericus Gluntz de Dorsten, gratis, nam famulus d[octo]ris Hermani Dorstensis, 1 nivensem bedellis“ (Theodericus Gluntz aus Dorsten, unentgeltlich, nämlich der Diener des Doktors Hermann aus Dorsten, [gab] 1 Nivens den Pedellen) an der Universität Erfurt für ein Medizinstudium ein. Nach Abschluss mit dem Magister war er 1531 unter dem Rektor Erhard Schnepf an der Universität Marburg Professor der Medizin. 1542 war er als Theodericus Gluntius Dorstenius als Vorsteher des Pädagogs und Universitätsprofessor in Marburg geführt und scheint sich ab 1548 dann in Kassel als Arzt niedergelassen zu haben.
Nach dem Tod von Eucharius Rösslin dem Jüngeren überarbeitete er dessen Kreutterbuch … (1533), übersetzte es ins Lateinische und gab es  1540 unter dem Titel Botanicon bei Christian Egenolff in Frankfurt neu heraus. Durch die Arbeiten von Hieronymus Bock (1539) und Leonhart Fuchs (1542) war das Botanicon wissenschaftlich bald überholt. Durch die lateinische Sprache waren Laien von seiner Benutzung ausgeschlossen.
In seinen Veröffentlichungen ließ Theodor Dorsten meist seinen Familiennamen „Gluntz“ unerwähnt, so dass sich der Name „Theodor Dorsten“ in der Wissenschaft eingebürgert hat. Theodor Dorsten hatte zwei Söhne Philipp und Jacob Durstenius, die beide an der Universität Marburg studierten.

## Ehrentaxon
Charles Plumier benannte ihm zu Ehren die Gattung der Dorstenien (Dorstenia) der Pflanzenfamilie der Maulbeergewächse (Moraceae). Carl von Linné übernahm später diesen Namen.

## Schriften
- Botanicon, continens herbarum, aliorumque simplicium, quorum usus in medicinis est, descriptiones, & iconas ad vivum effigiatas: ex praecipuis tam Grecis quam Latinis authoribus jam recens concinnatum. Additis etiam, quae neotericorum observationes & experientiae vel comprobarunt denuo, vel nuper invenerunt. Frankfurt 1540 Digitalisat